# Георг I (король Великої Британії)
Ге́орг I (англ. George Louis, за англійською традицією Джордж I; 28 травня 1660 — 11 травня 1727) — король Великої Британії та Ірландії (з 1714 року), перший представник Ганноверської династії.

## Біографія
Будучи сином Ернста Августа, першого брауншвейгського курфюрста, курпринц Георг Людвіг отримав права на британську корону завдяки своїй матері, принцесі Софії Ганноверській, онучці Якова I, а також Актові про спадкування престолу, прийнятому англійським парламентом у 1701 році. Відповідно до цього Акту, престоли Англії та Шотландії не могли займати католики; принцеса Софія виявилась найближчою протестантською родичкою дому Стюартів.
У 1682 році Георг одружився зі своєю кузиною, принцесою Софією Доротеєю Целльською. Від цього шлюбу народилось двоє дітей — син Георг (майбутній британський король Георг II) і дочка Софія Доротея (майбутня мати прусського короля Фрідріха Великого). Але тривав союз недовго — у 1687 році принц розлучився з дружиною.
У 1698 році, після смерті батька, Георг Людвіг успадкував Брауншвейзьке курфюрство. При його дворі працювали такі видатні діячі як математик Готфрід Лейбніц і композитор Георг Гендель.
Мати Георга, Софія, спадкоємиця англійського престолу, померла за кілька тижнів до смерті британської королеви Анни, що сталась 1 серпня 1714 року. Георг спочатку не хотів займати британський престол, проте ганноверські радники умовили його прийняти корону. Він прибув до Лондона 18 вересня й коронувався у Вестмінстерському абатстві.
У 1715 році в Англії спалахнуло повстання якобітів, які бажали бачити на престолі брата покійної Анни, католика Якова (Джеймса) Стюарта. Невдовзі повстання було придушене.
У 1717 році Георг взяв активно участь у створенні анти-іспанського Троїстого союзу Британії, Франції та Нідерландів. Надалі він все частіше відвідував рідну Німеччину, яка завжди залишалась ближчою до його душі, аніж Велика Британія. Дорогою до Ганновера він і помер. Йому спадкував старший син, Георг II.

## Родина
Дружина — Софі Доротея Брауншвейг-Целльська (з 21 листопада 1682 року, розлучились 28 грудня 1694 року)
Діти:
- Георг Август (1683—1760), король Великої Британії та Ірландії (Георг II), курфюрст Брауншвейг-Люнебургський;
- Софія Доротея (1687—1757), вийшла заміж за короля Пруссії Фрідріха Вільгельма I, мати Фрідріха II.

Коханка — Мелюзіна Шуленбурзька
Діти:
- Анна-Луїза-Софія (1692—1773),
- Петронелла Мелюзіна (1693—1778),
- Маргарита-Гертруда (1701—1728).

## Цікаві факти
На честь Георга I названо штат США — Джорджія.

## В популярній культурі
Наступні актори грали короля Георга І у фільмах та серіалах:
- Пітер Балл — у британському фільмі 1948 року «Сарабанда» (англ. Saraband)[5]
- Ерік Польман — в американо-британському фільмі 1954 року «Роб Рой — гірський розбійник» (англ. Rob Roy: The Highland Rogue)[6]
- Отто Валдіс — в американському фільмі 1954 року «Залізна рукавичка» (англ. The Iron Glove)[7]
- Анґус Семпсон — в американському серіалі 2022 року «Наш прапор означає смерть» (англ. Our Flag Means Death)[8]